# Шмыгин, Владимир Владимирович
Владимир Владимирович Шмыгин (род. 26 августа 1985, г. Аркалык, Тургайская область, Казахстан) — российский волейболист, чемпион Сурдлимпийских игр 2009 года, серебряный призёр чемпионата мира, серебряный призёр чемпионата Европы, бронзовый призёр чемпионата России. Заслуженный мастер спорта России по волейболу, член сборной команды России по волейболу.

## Спортивная карьера
В 2008 году занял 2 место на чемпионате мира по волейболу среди глухих спортсменов в Буэнос-Айресе (Аргентина) в составе сборной команды России.
В 2009 году стал чемпионом Сурдлимпийских игр в Тайбее (Тайвань) в составе сборной команды России.
2010 год:
- 2 место — Кубок России по волейболу среди глухих спортсменов в составе сборной команды ХМАО-Югры;
- 2 место — Кубок России по пляжному волейболу среди глухих спортсменов в составе сборной команды ХМАО-Югры;

2011 год:
- 3 место на чемпионате России по волейболу среди глухих спортсменов в составе сборной команды ХМАО-Югры;
- 1 место — Кубок России по пляжному волейболу среди глухих спортсменов в составе сборной команды ХМАО-Югры;
- 2 место — Чемпионат Европы по волейболу среди глухих и слабослышащих спортсменов в Анталье (Турция) в составе сборной команды России;
- 1 место — Международный турнир «Дружеские игры» по волейболу среди глухих спортсменов (США) в составе сборной команды России.

2012 год:
- 1 место — Международный турнир «Дружеские игры» по волейболу (США).

2013 год:
- 2 место — летние Сурдлимпийские игры (г. София, Болгария).

## Тренер
Тренируется под руководством Станислава Николаевича Руденко.

## Образование и работа
Студент 1 курса Сургутского государственного университета, факультет «Адаптивная физическая культура».
Работает в должности спортсмена — инструктора в БУ Ханты-Мансийского автономного округа — Югры «Центр спорта инвалидов».